# Longhi (Familie)
Longhi ist der Name einer Architektenfamilien des Barock in Rom. Die Familie stammte aus dem Ort Viggiù in der Lombardei, dem sie immer verbunden blieben. Die Architekten schufen jedoch ihr Hauptwerk in Rom und dessen Umgebung.
- Martino Longhi der Ältere (* circa 1530 in Viggiù; † 1591 in Rom)

- Onorio Longhi (* 1568 in Viggiù; † 1619 in Rom), Sohn von Martino Longhi dem Älteren

- Martino Longhi der Jüngere (* 1602 in Rom; † 1660 in Viggiù), Sohn von Onorio Longhi